# Fledermaus des Jahres
Die Fledermaus des Jahres ist eine Aktion von BatLife Europe, einer europäischen Organisation zum Schutz von Fledermäusen. Sie soll auf die Gefährdung diese Säugetierspezies aufmerksam machen.

## Bisherige Fledermäuse des Jahres
| Jahr       | Deutscher Name      | Wissenschaftlicher Name  | Abbildung                                            |
| ---------- | ------------------- | ------------------------ | ---------------------------------------------------- |
| 2015       | Rauhautfledermaus   | Pipistrellus nathusii    | Rauhautfledermaus, Fledermaus des Jahres 2015        |
| 2016, 2017 | Großer Abendsegler  | Nyctalus noctula         | Großer Abendsegler, Fledermaus des Jahres 2016,2017  |
| 2018, 2019 | Kleine Hufeisennase | Rhinolophus hipposideros | Kleine Hufeisennase, Fledermaus des Jahres 2018,2019 |
| 2020, 2021 | Mopsfledermaus      | Barbastella barbastellus | Mopsfledermaus, Fledermaus des Jahres 2020,2021      |
| 2022, 2023 | Braunes Langohr     | Plecotus auritus         | Braunes Langohr, Fledermaus des Jahres 2022,2023     |
| 2024, 2025 | Großes Mausohr      | Myotis myotis            | Großes Mausohr, Fledermaus des Jahres 2024           |